# Корегидора
Eстадио Корегидора (на испански: Estadio Corregidora) е стадион в град Сантяго де Керетаро, Мексико.
Наименуван е на Хосефа Ортис де Домингес (La Corregidora), героиня от Мексиканската война за независимост. Той е домашният стадион на футболния клуб „Керетаро“ и е построен за Световното първенство през 1986 г.
Намира се в покрайнините на града, на 211 км северно от столицата Мексико Сити. Съоръжението се използва предимно за футболни мачове. Има капацитет от 34 130 души.

## История
През 1982 г. губернаторът на щата Керетаро Рафаел Камачо Гузман изразява  желание да направи модерен футболен стадион за града. Скоро обявява, че строителството му ще стане реалност, щото мачовете от Мондиал 1986 да се играят на неговото игрище. Обявен е конкурс и е избран проект от архитекта Луис Алфонсо Фернандес.
Строителството започва на 17 март 1983 г. и завършва на 31 декември 1984 г. Структурата има прилики със стадиона „Ацтека“, тъй като се състои от 3 нива.

## Описание
Построен през 1985 г. от сътрудничество между мексикански и европейски партньори, той е нареждан сред най-известните стадиони в Мексико. Дизайнът му позволява на всички зрители безопасно да напуснат трибуните, дори при пълни трибуни, за по-малко от 7 минути.
Той е сред най-големите футболни стадиони в Мексико след „Ацтека“, „Олимпико Университетарио“, „Азул“ (всички в Мексико Сити), „Куаутемок“ в Пуебла, BBVA Bancomer в Голям Монтерей и „Халиско“ в Гуадалахара.